# Scott Squires
Scott Squires (* 1956) ist ein Spezialeffektkünstler, der dreimal für den Oscar in der Kategorie Beste visuelle Effekte nominiert wurde.

## Leben
Er wuchs in einer Kleinstadt in Indiana auf, wo er bereits während der Highschool als Zeitungsfotograf und Filmvorführer arbeitete. Nach seinem Schulabschluss zog er nach Los Angeles um als Douglas Trumbulls Assistent bei dem Spielfilm Unheimliche Begegnung der dritten Art zu arbeiten.
1982 war er Mitgründer des Spezialeffekt-Unternehmens Dream Quest Images, das später von der Walt Disney Company aufgekauft wurde. Nach sechs Jahren wechselte er zu Industrial Light & Magic, wo er für zwanzig Jahre als VFX Supervisor und kaufmännischer Leiter tätig war. Während dieser Zeit wurde er dreimal für den Oscar in der Kategorie Beste visuelle Effekte nominiert, 1995 für Die Maske, 1997 für Dragonheart und 2000 für Star Wars: Episode I – Die dunkle Bedrohung. Derzeit arbeitet er als freier VFX Supervisor in Los Angeles und ist Mitglied der Academy of Motion Picture Arts and Sciences.

## Filmografie (Spezialeffekte)
- 1977: Unheimliche Begegnung der dritten Art (Close Encounters of the Third Kind)
- 1979: Buck Rogers (Buck Rogers in the 25th Century)
- 1979: Star Trek: Der Film (Star Trek: The Motion Picture)
- 1982: Blade Runner
- 1982: Einer mit Herz (One from the Heart)
- 1983: V – Die außerirdischen Besucher kommen
- 1983: Das Bombengeschäft (Deal of the Century)
- 1984: Buckaroo Banzai – Die 8. Dimension (The Adventures of Buckaroo Banzai Across the 8th Dimension)
- 1985: Space
- 1986: Auf der Suche nach dem goldenen Kind (The Golden Child)
- 1987: Die Hexen von Eastwick (The Witches of Eastwick)
- 1988: Willow
- 1989: Tummy Trouble
- 1990: Jagd auf Roter Oktober (The Hunt for Red October)
- 1993: Space Rangers (1 Folge)
- 1994: Die Maske (The Mask)
- 1994: Radioland Murders – Wahnsinn auf Sendung (Radioland Murders)
- 1996: Dragonheart
- 1997: Starship Troopers
- 1997: Vergessene Welt: Jurassic Park (The Lost World: Jurassic Park)
- 1999: Star Wars: Episode I – Die dunkle Bedrohung (Star Wars: Episode I – The Phantom Menace)
- 2000: Micronauts
- 2002: The Time Machine
- 2004: Van Helsing
- 2006: Little Finger
- 2007: Fantastic Four: Rise of the Silver Surfer (4: Rise of the Silver Surfer)
- 2010: Hereafter – Das Leben danach (Hereafter)
- 2011: Transformers 3 (Transformers: Dark of the Moon)
- 2012: Abraham Lincoln Vampirjäger (Abraham Lincoln: Vampire Hunter)